# Прядкин, Леонид Фёдорович
Леони́д Фёдорович Пря́дкин (8 [21] марта 1906, Краматорск, Харьковская губерния, Российская империя — 27 декабря 1986, Киев, Украинская ССР, СССР) — советский кинооператор. Заслуженный деятель искусств УССР (1986), лауреат Ломоносовской премии (1968), Государственной премии (1972), награждён орденом Трудового Красного Знамени, Почётной Грамотой Президиума Верховного Совета УССР, медалями. Являлся членом Союза кинематографистов Украинской ССР.

## Биография
Родился 8 марта (21 марта) 1906 года в Краматорске (ныне Донецкая область Украины) в семье служащего. В 1935 году окончил операторский факультет Киевского киноинститута. Работал ассистентом оператора и оператором Киевской кинофабрики (1935—1940), «Киевтехфильме» (1940—1941). Участник Великой Отечественной войны.
С 1945 года — оператор «Киевнаучфильма». Преподавал в КГИТИ имени И. К. Карпенко-Карого.
Умер 27 декабря 1986 года в Киеве.

## Фильмография
- 1939 — Стахановские рейсы
- 1940 — Тема 214
- 1946 — Виноградарство
- 1948 — Техника безопасности на судах речного флота
- 1949 — Академик Передерий
- 1949 — Хлеб на песках
- 1950 — Сухая штукатурка
- 1951 — Украинская ССР
- 1951 — Полесье
- 1951 — Карпаты и Прикарпатье
- 1952 — Производство листового стекла
- 1953 — Основы технологии машиностроения
- 1954 — Кукурузоуборочный комбайн КУ-2
- 1955 — Академик Иванов
- 1956 — За высокий урожай табака
- 1957 — Украинский фарфор
- 1958 — Спортивная гимнастика
- 1959 — Люди великой мечты
- 1959 — Пусть все знают
- 1960 — Об этом спорят в мире
- 1961 — Автоматизация прокатных станов
- 1962 — Марк Кропивницкий
- 1963 — Золотые зёрна
- 1964 — Загадочный 102-й
- 1965 — Взорванный рассвет
- 1965 — Язык животных
- 1966 — Религия и XX век
- 1968 — Семь шагов за горизонт
- 1970 — Думают ли животные?
- 1970 — Я и другие
- 1971 — Это обезьяны
- 1972 — Добрый и злой
- 1973 — Домино
- 1974 — Научить машину шагать
- 1975 — Технология хранения фруктов
- 1976 — 1977 — Приключения капитана Врунгеля

## Награды и премии
| Год            | Фестиваль или премия                                                | Страна    | Приз                                               | Фильм                             |
| -------------- | ------------------------------------------------------------------- | --------- | -------------------------------------------------- | --------------------------------- |
| 1961           | Международный фестиваль учебных фильмов в Будапеште                 | Венгрия   | Серебряная медаль                                  | Автоматизация прокатных станов    |
| 1966           | VII смотр документальных и научно-популярных фильмов в Ленинграде   | СССР      | Приз и диплом первой степени                       | Взорванный рассвет                |
| 1967           | Зональный кинофестиваль «Прометей-67» в Тбилиси                     | СССР      | Диплом первой степени Союза кинематографистов СССР | Взорванный рассвет                |
| 1967           | Ломоносовская премия                                                | СССР      | Почётный диплом первой степени                     | Язык животных                     |
| 1968           | III Всесоюзный кинофестиваль в Ленинграде                           | СССР      | Первая премия                                      | Язык животных                     |
| 1968           | XXII конгресс Международной ассоциация научного кино в Риме         | Италия    | Почётный диплом                                    | Язык животных                     |
| 1969           | XII Международный кинофестиваль в Лейпциге                          | ГДР       | Приз «Золотой голубь»                              | Язык животных                     |
| 1969           | Международный кинофестиваль в Пномпене                              | Камбоджа  | Приз «Серебряный кубок»                            | Язык животных                     |
| 1969           | Международный фестиваль детских и юношеских фильмов в Тегеране      | Иран      | Призы «Золотая статуэтка» и «Золотой дельфин»      | Язык животных                     |
| 1969           | Международный кинофестиваль по охране природы в Белграде            | Югославия | Почётный диплом                                    | Язык животных                     |
| 1969           | VII Международный фестиваль научно-фантастических фильмов в Триесте | Италия    | Гран-при «Золотой Астероид»                        | Семь шагов за горизонт            |
| 1969           | X смотр документальных и научно-популярных фильмов в Ленинграде     | СССР      | Приз и диплом первой степени                       | Семь шагов за горизонт            |
| 1969           | II Республиканский фестиваль детских и юношеских фильмов в Одессе   | СССР      | Диплом                                             | Семь шагов за горизонт            |
| 1971           | Международный фестиваль учебных фильмов в Будапеште                 | Венгрия   | Золотая медаль и диплом                            | Язык животных                     |
| 1971           | XXV конгресс Международной ассоциация научного кино в Киеве         | СССР      | Почётный диплом                                    | Думают ли животные                |
| 1971           | XIV Международный кинофестиваль в Лейпциге                          | ГДР       | Приз «Золотой голубь»                              | Думают ли животные                |
| 1972           | Международный фестиваль учебных фильмов в Тегеране                  | Иран      | Приз «Золотой Дельфин» и диплом                    | Думают ли животные                |
| Шаблон:Гв кино | Государственная премия СССР                                         | СССР      |                                                    | Язык животных, Думают ли животные |